# 오프탈민산
오프탈민산(영어: ophthalmic acid)은 시스테인기가 L-2-아미노뷰티레이트로 치환된 글루타티온의 트라이펩타이드 유사체이다. 오프탈민산은 송아지의 수정체에서 처음으로 발견되고 분리되었다.

## 생합성
최근의 연구는 오프탈민산이 글루탐산-시스테인 연결효소 및 글루타티온 합성효소의 연속적인 반응을 통해 2-아미노뷰티르산으로부터 생물학적으로 합성될 수 있음을 보여주었다. 따라서 오프탈민산은 글루타티온의 고갈이 일어나는 산화 스트레스에 대한 생물지표로 사용될 수 있다.

## 같이 보기
- 아미노뷰티르산
- 글루타티온
- 글루타티온 합성효소 결핍증
- 산화 스트레스